# Phaonia aizuensis
Phaonia aizuensis este o specie de muște din genul Phaonia, familia Muscidae, descrisă de Shinonaga în anul 2003. Conform Catalogue of Life specia Phaonia aizuensis nu are subspecii cunoscute.